# Bad Honnef
Bad Honnef est une ville allemande située en Rhénanie-du-Nord-Westphalie, dans l'arrondissement de Rhin-Sieg.

## Quartiers

### Rhöndorf
Rhöndorf est un quartier de Bad Honnef avant tout connu comme étant le domicile de Konrad Adenauer, le premier chancelier fédéral de la République fédérale d'Allemagne ainsi que comme l'un des endroits viticoles de tradition situés le plus au nord.
La première mention documentaire de Rhöndorf remonte à l'année 970. Le droguiste Max Riese (mort en 1943) inventait ici, en 1904, l'onguent de Penaten. À partir de septembre 1949, la fraction de RFA du conseil parlementaire était installée dans la localité pour plusieurs mois. La dénommée « conférence de Rhöndorf » du 21 août 1949, à laquelle Konrad Adenauer avait invité pour discuter la formation du gouvernement après les premières élections au Bundestag, est entrée dans l'histoire allemande.
Au nord de Rhöndorf, des vignes sont plantées sur les pentes du Drachenfels. À proximité de la ville se trouve également le mont Himmerich, ancienne carrière de latite.
Rhöndorf est, en raison de la proximité à la ville fédérale de Bonn, le siège du mouvement de jeunesse catholique d'Allemagne. C'était également le siège allemand de l'Office franco-allemand pour la jeunesse jusqu'à ce qu'il soit déplacé, à la fin de l'an 2000, à Paris et Berlin. En outre, Rhöndorf était le siège du service de voyages et d'échange international jusqu'à ce qu'il soit dissous en juin 2008.

### Selhof
Les plus anciens documents, datant de 1068, mentionnent la localité de Selhof en tant que Selehova. 
Selhof est située en vallée du Rhin au sud de l'agglomération de Bad Honnef, s'étalant jusqu'au ruisseau Honnefer Graben qui constitue la frontière avec le land de Rhénanie-Palatinat et la forêt de la commune de Rheinbreitbach.
Dans le sens ouest-est, l'actuel quartier de Selhof va de la rue Linzer Strasse jusqu'aux collines de Zickelburg et de Menzenberg.

## Histoire
| Appartenances historiques Électorat de Cologne 1345-1485 Duché de Berg 1485-1806 Grand-duché de Berg 1806-1813 Royaume de Prusse (Province de Juliers-Clèves-Berg) 1815-1822 Royaume de Prusse (Province de Rhénanie) 1822-1918 République de Weimar 1918-1933 Reich allemand 1933-1945 Allemagne occupée 1945-1949 Allemagne 1949-présent |

## Jumelages
La ville de Bad Honnef est jumelée avec :
- Wittichenau (Allemagne) depuis 1990 ;
- Berck (France) depuis 1976 ;
- Ludvika (Suède) depuis 2000 ;
- Cadenabbia (Italie). Cadenabbia est un hameau de la commune de Griante.